# Vyšehradský tunel
Vyšehradský tunel je silniční a tramvajový tunel v Praze vedený skrz Vyšehradskou skálu. Měří 35 metrů, vybudován byl v letech 1903–1905 a k jeho otevření došlo 11. prosince 1904.

## Popis

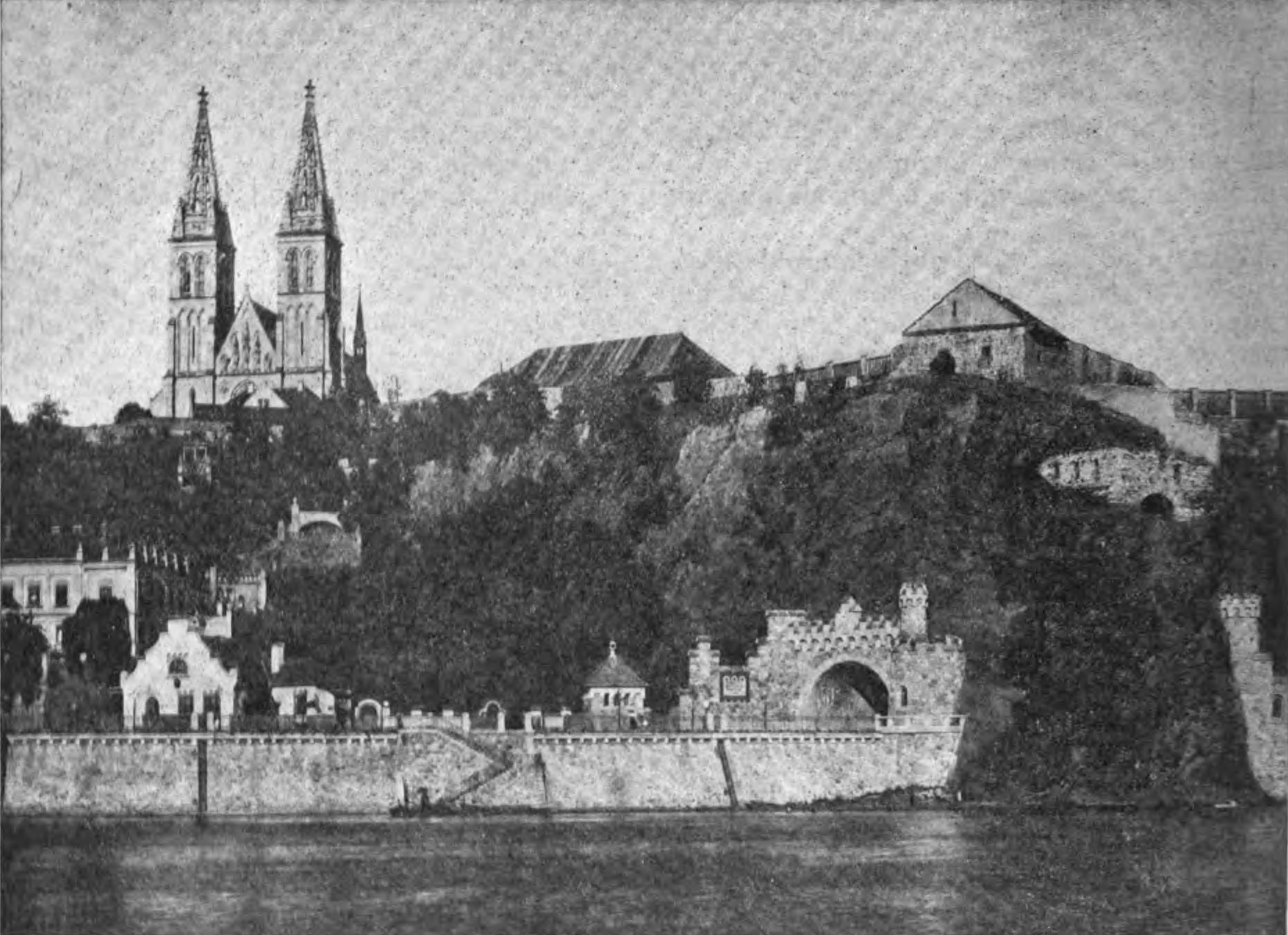
Vyšehradský tunel kolem roku 1919

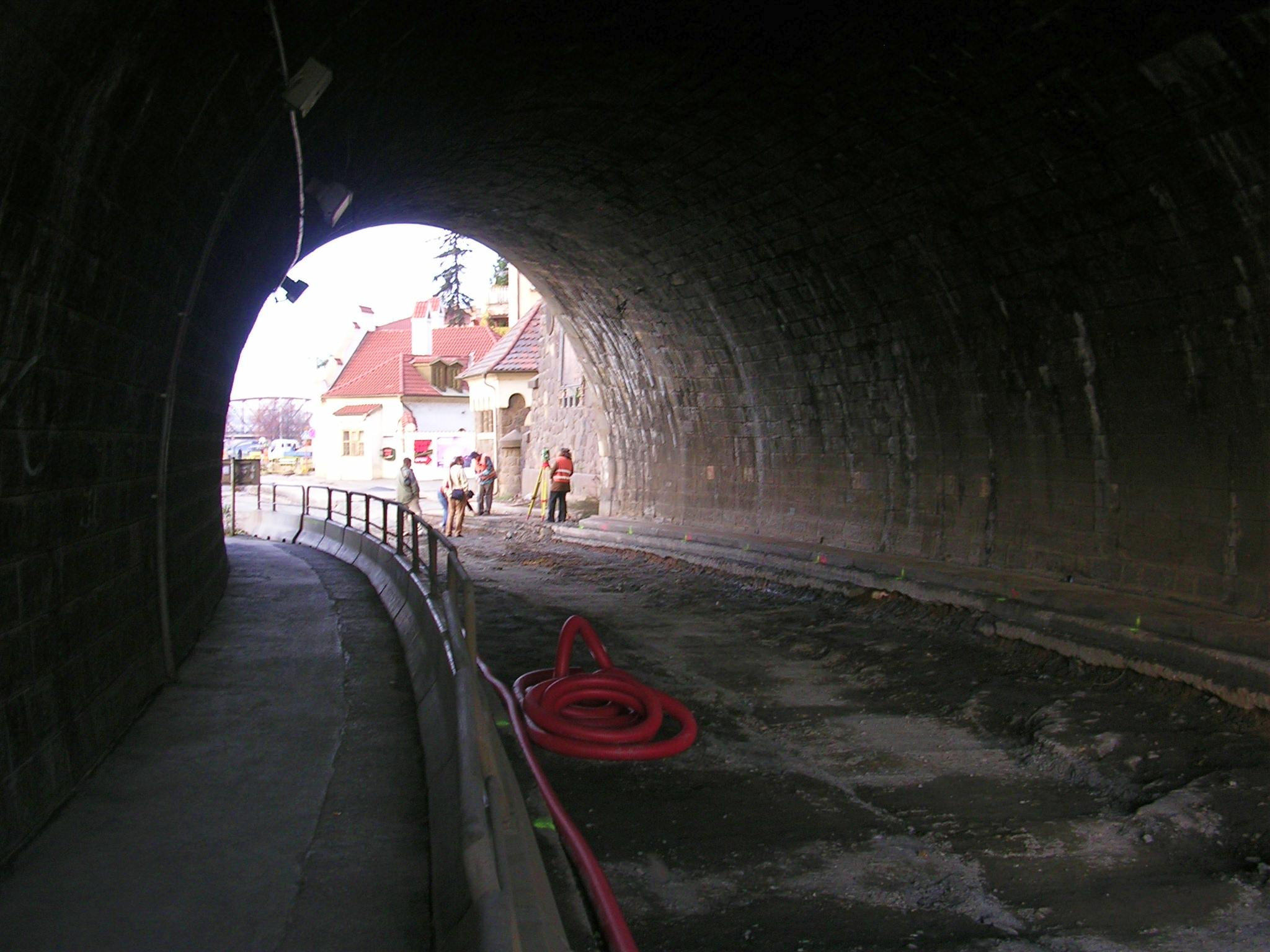
Tunel při rekonstrukci tramvajové trati v roce 2008

Tunel má jeden obousměrný tubus a kromě osvětlení není vybaven žádným technologickým zařízením. Tunelem od roku 1910 prochází tramvajová trať z Výtoně do Podolí, silniční vozidla jsou svedena na tramvajový pás. V letech 1949–1967 tunelem vedla také trolejbusová trať z Pankráce na Václavské náměstí. Po západní straně tunelu vede úzký chodník (o šířce 1,30 metru) oddělený od vozovky zábradlím. Po chodníku je v tomto tunelu vedena i cyklotrasa A2 s frekvencí ve špičce až 400 cyklistů za hodinu. Dopravní značka zde dříve cyklistům přikazovala sesednout z kola, od konce října 2020 byla povolena jízda rychlostí chůze.
Přestože je tunel krátký, jedná se o důležitou dopravní stavbu, která umožňuje dopravu po pravém vltavském nábřeží mezi Novým Městem a Podolím.
V případě uzavření tunelu (např. v roce 1975, od března do července 1982 a v listopadu 2008) náhradní hromadnou dopravu zajišťovaly lodě, jinak bylo nutno uzavírku objíždět přes Pankrác nebo přes Smíchov. Při některých rekonstrukcích byl zachován i pěší průchod tunelem.

## Lávka kolem Vyšehradské skály
Nepostačující šířka tunelu měla být řešena výstavbou ocelové zavěšené lávky pro chodce a cyklisty kolem skály. Náklady na lávku jsou odhadnuty na 30 milionů Kč, výstavba má být alespoň zčásti financována ze strukturálních fondů Evropské unie, konkrétně z programu Konkurenceschopnost. Komise Rady hlavního města Prahy pro cyklistickou dopravu požadovala v roce 2008 po Technické správě komunikací hlavního města Prahy, aby zahájila projektovou přípravu. V červnu 2008 již byla projektová dokumentace zpracovaná a evropská dotace přislíbená. V roce 2018 ale Praha odepsala náklady na projekt jako zmařenou investici; stavba byla zamítnuta z památkových důvodů i kvůli vysokým odhadovaným nákladům.